# Franziskanerinnen der Immakulata

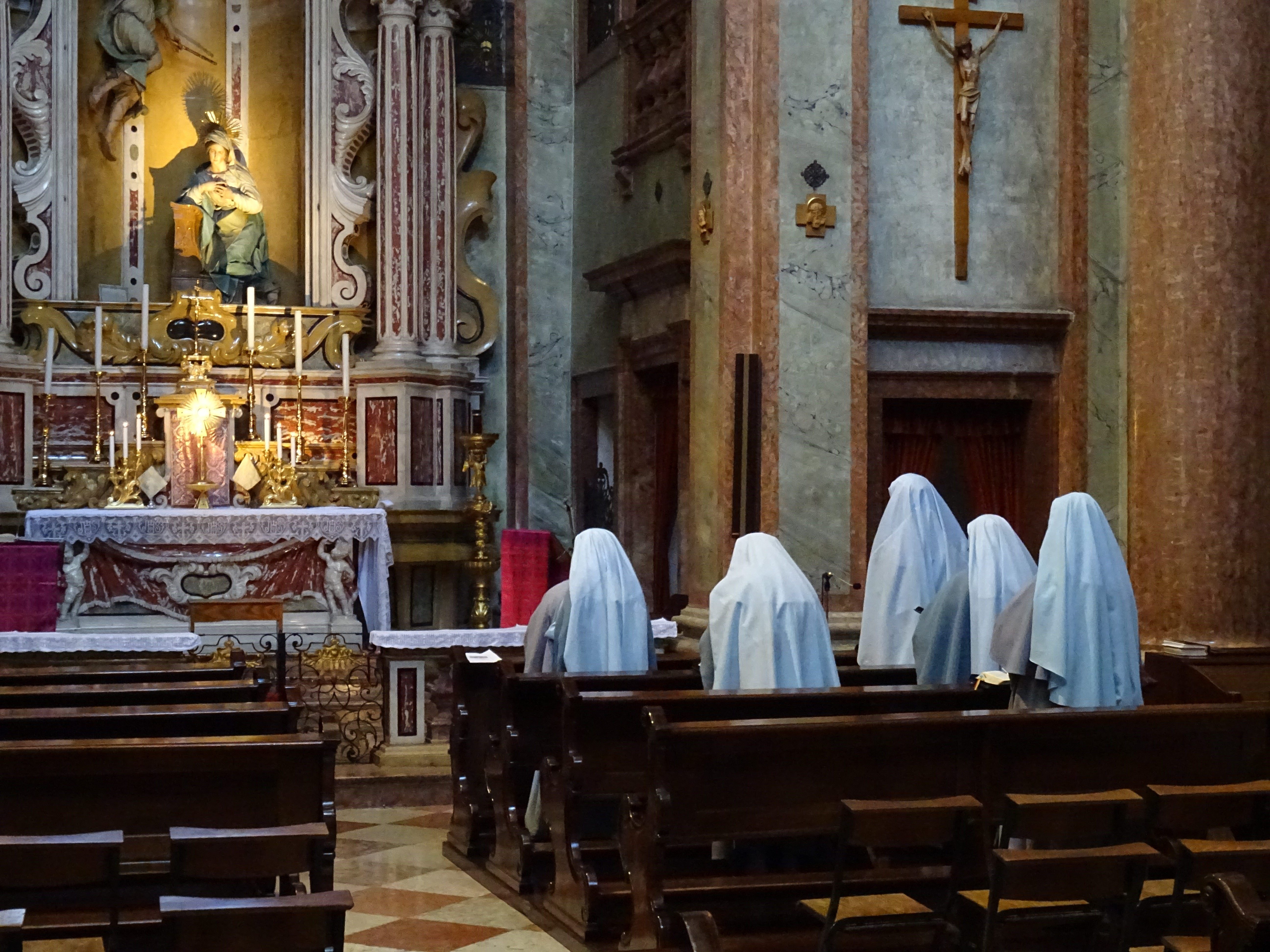
Franziskanerinnen der Immakulata im Gebet. Trento, Italien

Die Franziskanerinnen der Immakulata (lateinisch: Congregatio Sororum Franciscanorum Immaculatae, Ordenskürzel: FI) sind eine römisch-katholische Ordensgemeinschaft (Institut des geweihten Lebens) mit päpstlichen Rechten, die 1982 in Italien von den Minoriten Stefan Manelli und Gabriel Pellettieri gegründet wurde. Sie ist das weibliche Äquivalent zum Männerorden Franziskaner der Immakulata.
Die Schwestern sind nach dem Vorbild des Minoriten und Märtyrers Maximilian Kolbe in der Verbreitung der Marienverehrung tätig. Sie tragen einen blaugrauen Habit mit einer daran befestigten „Wundertätigen Medaille“ und einen hellblauen Schleier. Eine Besonderheit sind vier Knoten am Zingulum ihres Habits (vier anstelle von drei, die den drei Evangelischen Räten und dem Mariengelübde (s. u.) entsprechen). Die Schwestern begrüßen sich mit „Ave Maria“ und erinnern dadurch an die Menschwerdung Gottes in Jesus Christus.

## Geschichte der Kongregation
Der Männerorden der Franziskaner der Immakulata geht auf das Jahr 1969 zurück, als zwei Minoriten von der Leitung des Ordens die Erlaubnis bekamen, eine neue Form des franziskanischen Lebens zu etablieren, die der von Franz von Assisi formulierten Ordensregel mehr entspräche. Am 2. August 1970 begannen die beiden Patres in Frigento mit der Umsetzung. Ihr Kloster in Frigento wurde „Marianisches Haus“ (italienisch: „Casa Mariana“) genannt. Alle Klöster der Franziskaner der Immakulata, die später gegründet wurden, erhielten ebenfalls diesen Namen.
Der Orden steht seit 2013 in der Kritik wegen Fragen des Ritus der gefeierten Liturgie, Tendenzen eines ausgeprägten katholischen Traditionalismus und von Ordensmitgliedern geübter Kritik an Person und Amtsführung von Papst Franziskus.

## Weiblicher Zweig
Parallel zum männlichen Orden bildete sich der weibliche Zweig heraus, die Franziskanerinnen der Immakulata. Er entstand auf den Philippinen, wo 1982 eine Gruppe junger Frauen unter der Leitung von P. Gabriel Pellettieri eine Gemeinschaft gründete, die von Kardinal J. Sin, dem damaligen Erzbischof von Manila, anerkannt wurde. 1988 verlegte die Gemeinschaft ihren Sitz nach Italien und erhielt am 2. August 1993 den Status eines Instituts mit diözesanen Rechten, das am 23. Juni 1998 päpstlich anerkannt wurde.

## Spiritualität
Die Lebensweise der Franziskanerinnen der Immakulata beruht auf der 1223 von Papst Honorius III. approbierten Regel des heiligen Franz von Assisi und einer marianisch akzentuierten Spiritualität, dem „Marianischen Weg“ („Traccia Mariana“) des franziskanischen Lebens. Grundlage dafür ist das „Buch der Heiligung“ (italienisch: Libro della Santificazione), das zusammen mit den Konstitutionen und dem Direktorium das Regelwerk für das Ordensleben der Kongregation bildet. Die zentrale Voraussetzung der Spiritualität besteht darin, zu den Ursprüngen des Franziskanertums zurückzukehren und es nach dem Vorbild der ersten Gemeinschaften des Franziskanerordens zu leben. Eine weitere wichtige Inspirationsquelle ist die marianische Spiritualität des heiligen Maximilian Maria Kolbe und der von ihm gegründeten Klöster in Niepokalanów und Nagasaki, die auf apostolische Tätigkeit zur Verbreitung der Marienverehrung ausgerichtet sind.

## Gelübde und apostolische Visitation
Der deutlichste Ausdruck der Spiritualität ist das Gelübde der uneingeschränkten Ergebenheit gegenüber der unbefleckt empfangenen Jungfrau Maria (Immakulata), das so genannte Mariengelübde, das bei der Ordensprofess als erstes der insgesamt vier Gelübde abgelegt wird; die übrigen entsprechen den Evangelischen Räten: ehelose Keuschheit, Armut, Gehorsam. Die Ordenskonstitutionen weisen hin: „Das Mariengelübde ist ein feierliches Gelübde der grenzenlosen Hingabe in den 'vollständigen Besitz' der Immakulata, das bei der Ordensprofess vor Gott abgelegt wird, um die Ankunft des Reiches Christi in der Welt zu beschleunigen; es bringt die Verpflichtung mit sich, dieselbe universale Aufgabe der „Unbefleckten Mittlerin“ zu erfüllen.“
Ferner gab es, wie beim Männerorden, private Gelübden gegenüber der Person des Ordensgründers und früheren Generaloberen Manelli. Bei einer von der zuständigen Kongregation für die Ordensleute mit Dekret vom 5. Juli 2012 veranlassten Apostolischen (= Päpstliche) Visitation der Franziskaner der Immakulata habe sich, bedingt durch den bisherigen Führungsstil, „eine große spirituelle Verarmung und psychologische Abhängigkeit offenbart, die mit jener ‚Freiheit der Kinder Gottes‘, welche die Voraussetzung für die Ganzhingabe an den Herrn durch die religiöse Weihe im Ordensleben darstellt, unvereinbar“ sei. So sei insbesondere „die Person des Gründers mit einer Art Aura der Unfehlbarkeit umgeben“ gewesen.  2015 wurden nach einer vorausgehenden apostolischer Visitation auch die Franziskanerinnen der Immakulata (Suore Francescane dell'Immacolata) unter kommissarische Verwaltung gestellt und mit der Leitung des Frauenordens einstweilen die Schwestern Noris A. Calzavara, Paola Teresita Filippi und Viviana Ballarin OP beauftragt. Mit Dekret vom 19. Oktober 2015 wurden die Mitglieder der Institute der Franziskaner und der Franziskanerinnen der Immakulata sowie alle sonst Betroffenen von den ihnen abverlangten privaten Gelübden gegenüber Manelli entbunden.

## Apostolische Tätigkeiten
Die apostolischen Aktivitäten der Kongregation konzentrieren sich in erster Linie auf die Massenmedien, insbesondere auf Buchveröffentlichungen und das Radio. Die Franziskanerinnen der Immakulata haben auch missionarische Niederlassungen in Afrika (Benin, Nigeria), Asien (Philippinen) und Südamerika (Brasilien), wo sie umfangreiche Evangelisierungsarbeit leisten und sich um die Armen und Bedürftigen kümmern. In Europa haben sie Niederlassungen in Italien, Portugal und Polen.

## Werdegang
Die Ausbildung der Franziskanerinnen der Immakulata umfasst folgende Phasen: Aspirantat (ca. 1 Jahr), Postulat (ca. 1 Jahr), Noviziat (2 Jahre), zeitliche Profess, die jedes Jahr erneuert wird (3–5 Jahre), ewige Profess.